# 絕命精神病院
《絕命精神病院》是一款由Red Barrels開發的隱蔽類生存恐怖遊戲。于2013年9月4日Microsoft Windows上發行，在北美2014年2月4日、歐洲2014年2月5日於PlayStation 4發行，在2014年6月18日於Xbox One發行。Linux及macOS版本于2015年3月31日發行。在2018年2月28日於任天堂Switch發行。

## 简介
獨立記者邁爾斯·阿普舍（Miles Upshur）根據偉倫·帕克（Waylon Park），一名對巨山心存質疑的軟件顧問發給他的告密信，獨自一人調查跨國企業Murkoff旗下位於美國科羅拉多州的巨山精神病院。而當他進入精神病院時，精神病院早因騷亂導致精神病人四處遊蕩。隨後更發現這家精神病院在拿病人做各種恐怖實验。隨著調查的深入，邁爾斯甚至發現精神病院在進行靈魂操控的試驗。

## 角色

### 本傳人物
邁爾斯·阿普舍（Miles Upshur）
遊戲主角，美國科羅拉多州獨立記者。沉默寡言，具有強烈正義感。在收到偉倫·帕克的告密信後，單獨一人來到巨山精神病院進行調查，在最後要逃離實驗室時撞見一群傭兵，慘遭射殺而成為了納米兵器的第二任宿主並殺光現場的傭兵。在DLC的結局處，以納米兵器姿態將傑里米分屍，並目送帕克離開。
馬丁·阿奇博德（Martin Archibald）
神父，精神病院改造失敗患者之一。神出鬼沒，愛對主角講經說道，身為神父的他給予許多改造失敗的患者無限的希望，同時可憐穆克夫以不人道的方法對待精神病人。
被閉路電視拍攝到關閉穆克夫大樓的中央電源，導致電閘失靈，繼而使精神病人及奈米兵器逃離監控，肆意殺戮。出場後就不斷引導邁爾斯挖掘精神病院背後的真相，甚至在遊戲中有一部分都必須跟著神父的指示。如果不是他，邁爾斯也不會越陷越深；神父最後為了投入信仰的懷抱自焚，相信能死而復生獲得自由而被燒死於精神病院三樓教堂十字架上。
克里斯·沃克（Chris Walker）
36歲，綽號胖子。在Red Barrels官方漫畫中透露為前憲兵隊成員，在阿富汗服役時患有持續性精神創傷。
退役后应聘成为保安，但此时已经开始杀人并把头颅藏在自己的住所，与特工交手过程中脸颊被手枪子弹击穿。
后来被穆克夫看中而送到巨山精神病院，但實驗失敗，變得更嗜殺成性。
擁有強壯的體魄。口中常常喊著：「Little Pig(指一只童年时期的玩具小豬)」。被他遇到的任何人都保不住腦袋，收集人頭放置在圖書館，主要针对穆克夫的佣兵和职员进行攻击。遊戲中的屍體大部分都是他的傑作。於地下實驗室追逐邁爾斯並打算將其幹掉時被納米兵器丟進通風管中絞碎。
理查德·瑞克·崔格（Richard "Rick" Trager）
拿著大剪刀的變態醫生，改造失敗的精神病患者之一，禿頂、裸體且只穿一條黑色長圍裙。講話具紳士風度卻喜歡虐待病人，熱衷研究人的恐懼感。在Red Barrels官方漫畫得知，原為巨山精神病院行政人員，因侵犯穆克夫高級女專員，事蹟敗露後當眾將女專員殺害，後來被工作人員制止時失足跌到碎紙機旁導致頭髮被捲入，因此他遊戲裡才是禿頂的狀態。後來因此事件「被自願」成為穆克夫公司的人體實驗品。
讓邁爾斯搭上食物電梯，帶他到男病房某間廁所裡，切除了他兩根手指（右手食指和左手無名指），及後因半身不遂的病人在床上大呼小叫而將之殺死。最後在追捕邁爾斯的過程中死於被電梯與樓層夾斃。邁爾斯為崔格的死亡寫下筆記：「如何榨取崔格汁？第一步驟：擠壓」。
在DLC「告密者」的最後帕克即將逃出病院時，可以發現他的屍體被傭兵從電梯中拖出，且傭兵皆用戲謔的態度在討論他。
魯道夫·古斯塔夫·瓦尼克（Rudolf Gustav Wernicke）
年逾90，因迴紋針行動而來到美國的德國納粹科學家，被認為於2009年2月28日上午4時11分因高齡心臟衰竭死亡。
在地下研究室告訴邁爾斯如何殺死比利的方法，但為了湮滅證據，讓傭兵們開槍殺死邁爾斯，導致邁爾斯成為納米兵器。
在1944年就研究出相關類似幽靈的奈米機器人（在正篇中電影院播放影片得知），後來轉移美國後利用他的化學生物學科技與穆克夫開發的納米科技成功製作出多個覺醒者（比利那樣的原型）。
比利·霍普（Billy Hope）
23歲，文檔裡雖寫19歲，但是那是4年前的文檔。官方漫畫中透露其母亲因为经济原因，将其欺骗并出卖到精神病院。游戏中本人在形體發生儀的球狀培養皿裡，是唯一通过了形体实验，能够控制着納米兵器的人。他屠殺巨山病院任何人，無論警衛、傭兵或是拘禁的病人，是整個遊戲劇情的核心。最后被迈尔斯截断全氟化碳液和电力供应，再被关掉最低生命保护设备而死亡。
雙胞胎（The Twins）
兩個長得相當相似還全身赤裸的壯漢，是馬丁神父的手下。不會像其他的敵人一樣快速的追殺，只會慢慢靠近主角，當玩家太過靠近他們就會直接被其殺死。在監獄大樓章節初次登場，第一次看到邁爾斯就想殺他，想要他的舌頭和肝，不過礙於神父要求而總是按捺不住想殺邁爾斯的慾望，因此有時會不顧神父的命令而擅自去追殺邁爾斯，時而拿著開山刀時而拿著菜刀。最後一次登場是神父自焚後幫邁爾斯開門，並與神父在起火的教堂中一同殉道。

### 告密者（DLC）人物
偉倫·帕克（Waylon Park）
3級許可安全軟體工程師，在巨山精神病院擔任軟件顧問。將告秘信發給邁爾斯不久，被巨山精神病院負責人傑里米·布萊爾逮個正著，同時被利用作恐怖實驗的實驗品，實驗由於威廉·P·比利·霍普的暴走而中止。奔逃過程中與多位精神病患者（法蘭克·馬內拉、艾迪·格魯斯金等）周旋，經歷地獄般的一夜，終於逃出生天（開邁爾斯的吉普車逃出），並將在巨山精神病院中拍攝到的影像公諸於世，在Red Barrels官方漫畫中顯示他後來帶著家人逃離並燒燬房子。
法蘭克·馬內拉（Frank Manera）
廚師，36歲，現精神病院病人。有過吸毒史，不愛吃飯，身體瘦弱，因為吸毒導致長相衰老。酷愛食用人肉（尤其是新鮮的），極為變態，經常將「Feed me(餵我)」與「I have to feed(我需要餵食)」掛在嘴邊。以電鋸為武器。隨後盯上了帕克，但最後帕克還是逃了出來。生死未知。
傑里米·布萊爾（Jeremy Blaire）
為穆克夫集團部門經理，心狠手辣的納米機器項目負責人（帕克在筆記裡寫說布萊爾是一個能為了自身利益，而看著他（帕克）被剝皮被榨成汁被鹽醃製的人）。
在發現帕克發出告密郵件後，對外謊稱帕克有精神疾病，為了掩蓋罪證試圖將帕克當做實驗品處理掉。後來帕克在通訊樓用無線電聯繫當地警察局時又從中破壞，用警棍打爛無線電。最後一次與帕克相遇時假裝重傷，趁機刺傷帕克並試圖殺死帕克，但在最後要將帕克滅口時，被納米兵器(邁爾斯)分屍慘死，其屍骨在Red Barrels官方漫畫中被Paul Marion和Pauline Glick在巨山精神病院發現。
艾迪·格魯斯金（Eddie Gluskin）
46歲，綽號新郎，是病院中被拘禁的病人之一。為本作人氣最高的角色。文檔顯示他自幼遭受叔父輩的性暴力，雖然兩人皆受法律制裁，但艾迪卻對遭受性暴力一事矢口否認，面對加害者照片時 ，時而一笑而過，時而狂怒不已，兒時經歷對他的精神狀況造成不小傷害。
他就是帕克開頭被叫去處理軟件系統時趴在玻璃上求救的那位。在他被送進形體發生儀時，電腦左下角有出現他的名字" Eddie Gluskin（艾迪·格魯斯金）" ，有人認為他是比利，其實並不是。
納米機器暴動之後，實驗使艾迪變成了喪心病狂的性心理變態，在他的眼中任何人都是他的新娘，稱呼其為Darling（親愛的）。開始虐待男性病人，認為如此能夠讓男人懷上他的孩子。他為男性縫製乳房，並將下腹部切開，當男性被虐待致死後，會被掛於病院籃球場籃網上方作風乾。
其後抓住帕克試圖將其吊在天花板上，卻因為帕克的不斷掙扎加上天花板上數量龐大的屍體導致天花板部分塌陷，重力作用下新郎自身反被吊起，被金屬管子由背部左方刺穿過右腹部導致死亡。死前握著帕克的手對他說：「我們本來會有美滿的結局的」。
安德魯（Andrew）
巨山工作人員，DLC開始沒多久就出場的舔臉男。在帕克被抓後兩小時成為帕克的治療醫師，在對被使用藥物的帕克身上「上下其手」，並用他靈活的舌頭「幫助」帕克清醒給玩家留下了「深刻印象」。後在得知比利使用形體發生儀後匆匆離開。去向不明（猜測是前往地下實驗室）。生死未知。
麗薩·帕克（Lisa Park）
偉倫·帕克的妻子，與帕克育有兩子，是帕克在精神病院中的精神支柱。只出現在帕克的筆記中。
丹尼斯（Dissociative Dennis）
人格分裂症患者，並有四重人格（兩個兄弟、父親與祖父）。被新郎閹割後，產生女性人格，並想把帕克獻給新郎當犧牲品。
賽門·皮克可（Simon Peacock）
一個看不清楚面貌的角色，於DLC尾聲出現，據說是軟體公司的法律顧問。提醒帕克如果上傳在巨山錄製的影片，揭穿恐怖內幕，雖然是正確的選擇，但也會毀掉帕克自己的人生（穆克夫公司會傷害帕克、妻小以及所有對帕克重要的人）。身份在Red Barrels官方漫畫中交代，原來他6年前是穆克夫集團的實驗品之一，但因為流出內部檔案後人間蒸發，表明會幫助帕克揭發穆克夫的陰謀並保護他，在Red Barrels官方漫畫中為了盡快打倒穆克夫，開始不斷跟蹤Paul Marion和Pauline Glick，甚至不惜綁架Paul Marion的女兒和他來逼問穆克夫的陰謀。

### 官方漫畫人物
Paul Marion
穆克夫集團的緩解專員之一，與Pauline Glick是搭檔，後來向FBI投誠，並告訴FBI關於穆克夫一切的真相。
Pauline Glick
穆克夫集團的緩解專員之一，與Paul Marion是搭檔。

### 納米兵器（The Walrider）
納米兵器，名稱“瓦爾里德”，是穆克夫公司致力研發的黑科技，用肉眼只能看見一團模糊的黑霧。遊戲中只有使用夜視功能才能看清它的模樣。儘管沒有骨頭、肌肉或支架結構，納米兵器卻擁有巨大的力量，是遊戲中最強大的敵人。但是沒有宿主的它並無意識，既不會殺人，也不會行動。一旦有宿主，它可以輕輕鬆鬆地擊殺各種病人。因為沒有形體，它可以從任何縫隙鑽入房間，并且擁有靈活的機動性能。然而，當游戲進行到地下實驗室，瓦爾里德真正作爲敵人出現時，它和其他敵人一樣，行動能力受制於地形（必須沿著地板和樓梯行進），并且也無法進入消毒室。
本作劇情主要圍繞著「納米兵器項目」計畫，通過讓病人接受形態發生儀治療，為納米兵器創造合適的寄生容器，而只有當一個病人經歷了足夠多的恐懼，瀕死體驗和憤怒，才能成為宿主。一旦成為宿主後，便能透過進入「清醒夢」的形式來操控納米機器人。

## 評價
| 汇总媒体     | 得分                                   |
| ------------ | -------------------------------------- |
| GameRankings | (XONE) 80.00% (PC) 79.95% (PS4) 77.16% |
| Metacritic   | (XONE) 80/100 (PC) 80/100 (PS4) 78/100 |

| 媒体          | 得分   |
| ------------- | ------ |
| Destructoid   | 9/10   |
| Eurogamer     | 7/10   |
| Game Informer | 7.5/10 |
| GameSpot      | 7/10   |
| IGN           | 7.8/10 |
| Joystiq       | [ 16 ] |
| PC Gamer美国  | 7.5/10 |
| Metro         | 7/10   |

遊戲評價相对正面。
GameRankings和Metacritic都為Xbox One版本給予80分、Windows Store版本分別給予79.95分和80分、PlayStation 4版本則分別給予77.16分和78分。
Rock, Paper, Shotgun敘述一個恐怖遊戲是不是能嚇死人，此遊戲是很好的範例。。
IGN成員馬蒂·斯利瓦給出7.8分，並贊揚遊戲的恐怖要素與有趣的故事，但也針對遊戲環境與淺顯的角色設計做出批評。

## 續作

### 絕命精神病院2
開發商在本遊戲中留下不少伏筆，因此不難猜測將有續集的出現。不負眾望的是，Red Barrels在接受Bloody Disgusting獨家訪問時確認，將發行絕命精神病院2，而遊戲中場景將發生在美國偏遠沙漠小鎮與男主幻想的校園且與莫克夫有所關連。
逃生2將同時登陸Microsoft Windows、Xbox One和PlayStation 4，與前作擁有相同的背景。Red Barrels聯合創始人Philippe Morin稱逃生2中，有一些特別的東西，而設置和特點與前作有很大的不同。儘管如此，續作仍將沿用前作的標誌性特點，比如夜視攝像機。
2015年10月29日，開發商Red Barrels發表了《絕命精神病院2》的首個預告片，並寫道：「矛盾衝突從來都不是非黑即白的。不過一旦塵埃落定，勝利者就有權決定誰對誰錯，誰是正義誰是邪惡。人類天性驅使我們到達暴力與邪惡的極端，而後我們又用神之啟示和美好承諾將一切正當化。恐懼來源於絕望與迷信，《絕命精神病院2》會考驗你的信仰，將玩家推至極限，以致發狂才是唯一理智的選擇。」。有外媒推測，根據預告來看，這次的《絕命精神病院2》或許會包含一些宗教元素。而從後續宣傳照與影片來看，劇情跟美國著名邪教人民聖殿教有關。遊戲已在2017年發售。對於《逃生2》的人物，主角的名字為Blake Langermann，他配戴眼鏡和帶有攝影機。

## 外部連結
- （英文）官方网站